# Василь Тяпинський
Василь Тяпинський (бл. 1540 — бл. 1603) — один з перших східнослов'янських друкарів епохи Відродження, перекладач євангелія, шляхтич.

## З біографії
Народився в родині дрібного боярина М.Омельяновича на Полоччині. Уперше згаданий в актових документах 1560-х рр. Здобув добру освіту, імовірно підтримував соцініанство.
Служив у війську оршанського старости Ф.Кміти-Чорнобильського та в підканцлера Великого князівства Литовського О.Воловича. Мав володіння в Тяпино (нині Вітебської обл., Білорусь), а також на Волині. На початку
1570-х рр. видав Євангеліє паралельно церковнослов'янською та руською мовами. Опубліковані тексти Євангелія від Матфея, Марка і початок від Луки. На полях дав текстологічні, етимологічні пояснення, посилання на літературу.
Написав передмову до видання, де виклав програму культурного розвитку руських (українського і білоруського) народів на основі власних традицій, поширення освіти серед усього народу. Він гостро картав православне духовенство, яке не дбало про розвиток освіти, закликав земляків фундувати школи, не шкодувати для блага Вітчизни ні своїх маєтностей, ні навіть життя, і сам був готовий або ж «згинути разом із нею, або ж врятувати її спільними зусиллями». Євангеліє відоме на сьогодні у двох примірниках, що зберігаються в Російській публічній бібліотеці ім. М.Салтикова-Щедріна (Санкт-Петербург) та в Архангельському краєзнавчому музеї. В оформленні книги дослідники відзначають вплив видань Ф.Скорини.
Перекладач євангелія на білоруську мову. Друкував у власній мандрівній друкарні паралельно «словенською» та «руською» мовами міродайно між 1570—1580 роками.
У своїй роботі користувався церковнослов'янськими апракосами, московським друкованим виданням другої половини XVI століття та польським текстом.
Відомий примірник євангелія складається з євангелій від Матвія, Марка та початку від Луки, друкованими у дві колонки на 62 аркушах, з підшитою рукописною передмовою на 6 аркушах. Текст поділено на глави й церковні зачала з чисельними посиланнями на літературні джерела. Прикрашене набірним орнаментом. Зберігається у Російській національній бібліотеці в Санкт-Петербурзі..